# Судові процеси над членами ОУН

## Друга Річ Посполита

### Варшавський процес (18.11.1935 — 13.01.1936)
Варшавський процес відбувся 18 листопада 1935 – 13 січня 1936 р. і був одним із найбільших судових процесів проти Організації українських націоналістів. Усіх 12 підсудних звинувачували у приналежності до ОУН, підготовці замаху і вбивстві міністра внутрішніх справ Польщі Броніслава Перацького (15 червня 1934).
Вироки: 
1. Степан Бандера (крайовий провідник ОУН)  — смертна кара (замінена на довічне ув'язнення);
2. Микола Лебідь  — смертна кара (замінена на довічне ув'язнення);
3. Дарія Гнатківська — 15 років ув'язнення;
4. Ярослав Карпинець  — довічне ув'язнення;
5. Микола Климишин — довічне ув'язнення;
6. Богдан Підгайний — довічне ув'язнення;
7. Іван Малюца — 12 років ув'язнення;
8. Євген Качмарський — 12 років ув'язнення;
9. Роман Мигаль — 12 років ув'язнення;
10. Катерина Зарицька — 8 років ув'язнення;
11. Ярослав Рак — 7 років ув'язнення;
12. Яків Чорній — 7років ув'язнення.

### Львівський процес (25.05 — 26.06.1936)
Львівський процес відбувся 25 травня — 26 червня 1936 року. Перед судом постало 27 осіб, частина з яких були засуджені на Варшавському процесі.
Підсудні звинувачувалися у вбивстві комісара консульства СРСР у Львові Майлова (22 жовтня 1933 р.), директора Львівської академічної гімназії Івана Бабія (25 липня 1934 р.) та студента Якова Бачинського, а також нездійсненого замаху на підкомісара львівської тюрми Кособудзького. Цей процес був продовженням Варшавського процесу. 
Степан Бандера обґрунтував усі замахи: Майлова було вбито в помсту за голодомор 1932-33 рр. в УСРР, Бабія — за співпрацю з поляками, Бачинського — за те, що він був агентом польської поліції, а Кособудзького хотіли вбити за жорстокі розправи над українськими в’язнями.
Вироки:
- Степан Бандера і Роман Мигаль отримали довічне ув’язнення (Бандера подвійне, враховуючи Варшавський процес),
- 5 підсудних — по 15 років ув’язнення,
- 14 осіб отримали різні терміни (у сумі 65 років),
- двох було звільнено за недоказаністю звинувачення.

Процес привернув увагу всього світу до ситуації на українських землях під владою Польщі.

### Рівненський процес (22.05 — 26.05.1939)
Рівненський процес — судовий процес, який відбувся  22 - 26 травня 1939 року над 22 членами Організації Українських Націоналістів. 
Перед польським судом постали Микола Кос, Михайло Коржан, Василь Ривак, Ярослав Старух, Микола Скоп`юк, Яків Бусел, Микола Мостович, Олександр Бусел, Степан Пшеничний, Ігор Шуйський, Ростислав Волошин-Березюк, Володимир Робітницький, Дмитро Єпік, Ольга Андрущенко, Антон Кабайда, Тарас Степура, Леонід Мостович, Петро Тишковець, Олександр Клочок, Федот Смалійчук, Йоган Хлопецький, Онися Селепіна. 
Підсудних обвинувачували в тому, що вони, будучи членами Організації Українських Націоналістів, увійшли в контакти між собою та іншими особами, з метою відірвання від Польської держави «південно-східних земель». Так іменувала Західноукраїнські землі польська влада. Особливу увагу судді приділяли керівникам ОУН - членам Крайової Екзекутиви - Миколі Косу, Михайлу Коржану, Василю Риваку, Ярославу Старуху, Якову та Олександру Буслам, а також - провіднику ОУН на Рівненський та Костопільський повіти Володимиру Робітницькому, провіднику на Дубенський повіт Степану Пшеничному. 
Вирок:
- Ярослава Старуха засудили на 13 років ув`язнення,
- Михайла Коржана, Василя Ривака, Якова Бусла, Степана Пшеничного, Ігоря Шубського - на 12 років ув`язнення,
- Миколу Коса, Миколу Скоп`юка, Володимира Робітницького - на 10 років,
- Миколу Мостовича - на 9 років,
- Олександра Бусла - на 8 років,
- Дмитра Єпіка - на 7 років ув`язнення і присудили з кожного з них стягнути по 600 злотих судової оплати.

З інших ув`язнених стягнули судову оплату від 80 до 160 злотих і засудили відповідно: 
- Анатолія Кабайду – до 6 років ув’язнення,
- Онисію Селепину, Тараса Степуру — 3 років ув’язнення,
- Олександра Клочка, Федота Смалійчука, Петра Тишковця) – до 2 років,
- Леоніда Мостовича — до 3 років ув’язнення, але по амністії термін був зменшений до 1,5 року.

## СРСР. Довоєнний період

### Процес 59-ти (15.01 — 18.01.1941, Львів)
Процес 59-ти (інша назва — «Процес другої екзекутиви ОУН») — великий політичний процес, який відбувся 15-18 січня 1941 року у Львові. Перед судом постали 59 молодих українців, переважно, студентів львівських вишів за звинуваченням у приналежності до Організації українських націоналістів (ОУН) та в антирадянській діяльності.
До смертної кари було засуджено 42 осіб (серед них — 11 дівчат).
Решта підсудних були засуджені до тривалого 10-літнього ув'язнення з наступними засланням та позбавленням громадянських прав.  У мотивації рішення суду зазначалося, що суворість вироку зумовлена тим, що «майже всі підсудні заявили в судовому засіданні, що не хочуть зупинити ворожої діяльності проти Радянської влади та заявили, що будуть продовжувати ворожу роботу при всяких умовах…».
Рішенням Колегії Верховного суду СРСР від 15 березня 1941 року покарання деяким учасникам процесу було пом'якшено. Загалом, 19 засуджених було розстріляно, 24 отримали по 10 років ув'язнення, 15 осіб отримали від 8 до 4 років тюрми, одну обвинувачену депортовано за кордон.

## СРСР. Повоєнний час

### Процес над членами ОУН–УПА (9.02 - 16.02.1956, Івано-Франківськ)
Останній великий судовий процес над учасниками збройного руху опору. 
Військовий трибунал Прикарпатського округу під головуванням судді Карплюка (за іншою версією Івано-Франківський обласний суд). 
Судова "справа" мала 11 томів, прослухано 86 свідків, в т.ч. зрадників "Голуба" - Цапея Миколу, "Верещака" - Онуфрака В.Г. і колишніх агентів МГБ. 16 лютого 1956 року оголосив Михайлу Зеленчуку вирок за статтями 54-1, 54-ІІ КК УРСР до розстрілу. Так само, до розстрілу були засуджені ще три учасники процесу. Після трьох з половиною місяців перебування у камері смертників, 30 травня 1956 Михайлу Зеленчуку («Деркач»), Ярославу Обрубанському («Ярковий») і Дмитру Верхоляку («Дуб») вища міра покарання була замінена на 25 років ВТТ, а Лука Гринішак («Довбуш») 13 вересня 1956 року був розстріляний у Києві. П'ятеро інших підсудних — Степан Іванків («Остап»), М.Венгрин («Байда»), дружина Гринішака Ганна Попович («Ружа»), дружина Д. Верхоляка Катерина Яцків (Яско) та І.Дзепчук — були засуджені до різних термінів ув'язнення.
Підсудні:
1. Гринішак Лука Михайлович-«Довбуш», ( † 13 вересня 1956, Київ, розстріляний) — сотник УПА, командир куреня "Бескид".
2. Зеленчук Михайло Юрійович-«Деркач» — хорунжий УПА, чотовий, районний референт СБ Надвірнянщини. Засуджений на розстріл, 30.05.1956 замінено на 25 літ. Просидів у таборах суворого режиму 16 років і 6 місяців.
3. Верхоляк Дмитро Кузьмич-«Дуб» — з 1952 р. вістун УПА, боївкар-зв'язківець, засуджений на розстріл, замінено на 25 літ, які повністю відсидів.
4. Обрубанський Ярослав Дмитрович-«Яркий» — старший булавний УПА, десятник Карпатської Січі, бунчужний сотні "Крука", арештований 8.05 1955 р. з допомогою наркозу разом з "Деркачем", засуджений на розстріл, замінено на 25 літ, відсидів 14 років, збожеволів і звільнений достроково.
5. Іванків Степан Миколайович-«Остап» — боївка СБ, з 1952 р. вістун УПА, захоплений у дівчини, видав Верхоляка, засуджений на 25 років, замінено на 10 літ, які відбув.
6. Венгрин Микола Григорович-«Байда» — боївкар ОУН, засуджений на 25 років, замінено на 10 років, всі просидів.
7. Попович Ганна Михайлівна-«Ружа» — учасниця підпілля, дружина Гринішака-«Довбуша», перший раз арештована важкопораненою літом 1951 року, визволена з лікарні вже з ампутованою лівою рукою, другий раз арештована з криївки "Грома" під час нападу, 17.05.1954 р. Засуджена на 25 років, замінено на 10 років, які просиділа.
8. Яцків Катерина Іванівна — співпраця з ОУН, дружина Верхоляка-«Дуба», просиділа 8 літ.
9. Дзепчук Іван Ількович — 3 роки, з табору звільнила Хрущовська комісія.